# Франкфуртски мирен договор
Франкфуртският мирен договор (на немски: Friede von Frankfurt; на френски: Le traité de Francfort) е подписан във Франкфурт на Майн на 10 май 1871 г., отбелязвайки края на Френско-пруската война.
Условията на договора, смятани за несправедливи от французите, създават голяма неприязън и вражда към Германия, позната като реваншизъм. Френското възмущение от условията на мира непряко довеждат до оплетени съюзи преди и след началото на Първата световна война.

## Резюме
Договорът:
- потвърждава границата между Френската трета република и Германската империя, към която е присъединена областта Елзас и лотарингския департамент Мозел (обединени в Елзас-Лотарингия);
- дава възможност на живеещите в споменатите по-горе райони до 1 октомври 1872 да решат дали да задържат своята френска националност и да емигрират, или да останат в територията и да станат германски граждани;
- поставя рамка за оттеглянето на германските сили през определени местности;
- задължава Франция да плати военни обезщетения от 5 милиарда франка (до три години);
- потвърждава приемането на Вилхелм I като германски император;
- изисква военна окупация на части от Франция докато не се платят обезщетенията (за изненада на Германия, Франция бързо успява да ги плати).

Договорът също изяснява:
- използването на плавателни водни пътища за свързване на Елзас-Лотарингия;
- търговията между двете държави;
- освобождаването на военнопленниците.

## Фактори, повлияли на границата

### Националност
До 1871 областта Елзас-Лотарингия е била част от Франция, но хората, живеещи там, в голяма част са били етнически германци. Франция не събира езикова информация при преброяване на населението, така че единственият начин по онова време да се определят различията в езика били осигурени от германски студенти.

### Стратегия
Германската войска взема контрол над Елзас до Вогезите и областта между Тионвил и Мец като изискване за защита на Германия. Най-важно е, че военните в Германия получават контрол на пътя между Тионвил и Мец като най-важена област за контрол при евентуални бъдещи войни с Франция.

### Икономика
Природните ресурси в областта Елзас-Лотарингия (желязна руда и въглища) изглежда не играят роля в борбата на Германия за присъединяването на тези части. Основното желание на империята е обединение на германския народ.

## След Първата световна война
Областта Елзас-Лотарингия е върната обратно на Франция според Верасайския мирен договор от 1919 г.